# Mesaptilotus tibiellus
Mesaptilotus tibiellus är en tvåvingeart som beskrevs av Richards 1963. Mesaptilotus tibiellus ingår i släktet Mesaptilotus och familjen hoppflugor.
Artens utbredningsområde är Kongo. Inga underarter finns listade i Catalogue of Life.